# Kirsten Klose
Kirsten Klose (nascida Münchow; Auetal-Rehren, 21 de Janeiro de 1977) é uma atleta alemã, vencedora da medalha de bronze na modalidade do lançamento do martelo nos Jogos Olímpicos de Sydney.